# Team Silent
Team Silent – skojarzona z Konami grupa programistyczna, odpowiedzialna za serię gier Silent Hill z wyjątkiem Silent Hill: Origins, Silent Hill: Shattered Memories oraz Silent Hill: Homecoming, które zostały stworzone odpowiednio przez Climax Group (pierwsze dwa wymienione tytuły) i Double Helix Games (trzeci wymieniony tytuł).
Grupa rozpadła się po wydaniu czwartej odsłony Silent Hill. Od tamtej pory poszczególni członkowie pracują w oddzielnych projektach.

## Gry
- Silent Hill (1999)
Pierwsza część serii, wydana na PlayStation.
- Silent Hill: Play Novel (2001)
Wydana jedynie w Japonii, na platformę Game Boy Advance. Interaktywna powieść graficzna, w której gracz mógł wcielić się w Harry'ego Masona oraz Cybil Bennett.
- Silent Hill 2 (2001)
Druga część serii, wydana na PlayStation 2.
- Silent Hill 2: Director's Cut (2001)
Wznowione wydanie Silent Hill 2 poszerzone o dodatkowy scenariusz Born From A Wish oraz bonusowe zakończenie. Podtytuł gry różni się w zależności od regionu i platformy. Wydana na PlayStation 2, Xboxa oraz PC.
- Silent Hill 3 (2003)
Trzecia część serii, wydana na PlayStation 2 oraz PC.
- Silent Hill 4: The Room (2004)
Czwarta część serii, wydana na PlayStation 2, Xboxa oraz PC.
- The Silent Hill Collection (2006)
Zestaw trzech gier z serii, zawierający Silent Hill 2 (wersja pierwotna, bez dodatkowego scenariusza), Silent Hill 3 oraz Silent Hill 4: The Room, wszystkie na platformę PlayStation 2. Wydany w Europie jednocześnie z premierą filmu Silent Hill.
- Silent Hill Complete Set (2006)
Kolekcja czterech pierwszych gier z serii (w tym Silent Hill 2 w wersji rozszerzonej) na platformę PlayStation 2, wydana wraz z japońską premierą filmu Silent Hill.

## Najważniejsi członkowie
| Osoba             | Funkcja / Funkcje |
| ----------------- | --- |
| Akihiro Imamura   | Silent Hill – programista Silent Hill 2 – producent Silent Hill 4: The Room – współproducent                                                                                      |
| Masahiro Ito      | Silent Hill – projektant potworów i lokacji Silent Hill 2 – dyrektor artystyczny, projektant potworów Silent Hill 3 – dyrektor artystyczny, projektant potworów i lokacji         |
| Suguru Murakoshi  | Silent Hill 2 – reżyser cut scenek, animator cut scenek Silent Hill 4: The Room – reżyser, scenarzysta                                                                            |
| Kazuhide Nakazawa | Silent Hill 2 – animator postaci Silent Hill 3 – reżyser |
| Hiroyuki Owaku    | Silent Hill – scenarzysta Silent Hill 2 – scenarzysta Silent Hill 3 – scenarzysta                                                                                                 |
| Takayoshi Sato    | Silent Hill – projektant postaci, twórca sekwencji CGI (filmy i cut scenki) Silent Hill 2 – współscenarzysta, projektant postaci, twórca sekwencji CGI (filmy i cut scenki)       |
| Keiichiro Toyama  | Silent Hill – twórca, reżyser, projektant lokacji |
| Masashi Tsuboyama | Silent Hill – projektant lokacji, animator ruchu Silent Hill 2 – reżyser, projektant lokacji (miasto) Silent Hill 4: The Room – dyrektor artystyczny, projektant potworów         |
| Akira Yamaoka     | Silent Hill (seria) – producent oprawy dźwiękowej, kompozytor muzyki Silent Hill 3 – producent Silent Hill 4: The Room – producent Silent Hill: Homecoming – producent wykonawczy |